# 麦加禁寺围困事件
1979年麦加禁寺围困事件发生于1979年11月至12月沙特阿拉伯麦加伊斯兰教圣地禁寺。事件中，一批极端分子占领禁寺并号召推翻沙特王室，宣称其领导人之一为马赫迪并呼吁穆斯林遵从其指令。因此此次事件有叛乱和人质劫持的双重性质。在为期两周的时间内，在巴基斯坦和法国突击队的帮助下，沙特特种部队与极端分子激战并夺回禁寺。被俘的极端分子经过审判后后被枭首示众。
沙特阿拉伯也称此次事件为：麦加围攻（حصار مكة），或者1979年麦加禁地事件（حادثة الحرم المكي 1979）

## 背景

### 沙特内部
维护沙特王室的支柱之一是瓦哈比神职人员及其追随者。 第一次世界大战中东阿拉伯大起义期间，瓦哈比教派的成员给了王国的创始君主阿卜杜拉齐兹·伊本·沙特莫大的支持，得以统一沙特阿拉伯半岛。1938年，在沙特阿拉伯发现石油和天然气的收益帮助巩固了沙特王室的权威，平息了王国不同的部落，并引起了美国，英国和法国等外国势力的巨大兴趣 。多年来，统治者伊本·沙特家族与伊斯兰原教旨主义的关系得到了很好的维护，虽然这种关系并不总是很融洽。 但现代国家管理和发展的要求与瓦哈比的基本教义信仰最终还是发生了冲突。

### 沙特外部
1979年1月，伊朗伊斯兰革命给予什叶派莫大的鼓舞，造成沙特东部什叶派卡提夫地区动荡不安。由此引发的美国驻伊朗大使馆人质危机，让美国政府陷入外交困境。
1979年12月，苏联入侵阿富汗，引发全世界穆斯林反对共产主义。
内外部世界的混乱让朱海曼·欧泰比觉得有机可乘。

## 政治目的
朱海曼·欧泰比他宣称“执政的沙特王朝已失去其合法性，因为它腐败，炫耀，并通过积极的西化政策摧毁了沙特文化”

## 策划

### 地点的选定
麦加禁寺对穆斯林世界有着特殊的宗教和精神意义，每天吸引数以万计的朝圣者来访。同时沙特政府和王室也以守护穆斯林的两大圣地麦加和麦地那而获得统治的合法性。
另外，麦加禁寺扩建后整体建筑是个类似体育场的上下多层建筑。地上有供朝圣者巡游天房的环廊结构，四周有高耸的宣礼塔，地下还有地下停车场等相当复杂的结构。

### 时间的选定
根据前萨拉菲团体成员纳赛尔·胡宰米（ ناصر الحزيمي）讲述：
朱海曼·欧泰比选定回历1400年1月1日发动事件是根据一段圣训：
“سننه أن النبي صلى الله عليه وسلم قال: "إن الله يبعث لهذه الأمة على رأْس كل مائة سنة من يجدد لها دِينها".
（安拉在每个百年之初都会为这个稳麦（群体）差遣一位革新宗教的人。
以期获得宗教上的合法性。

### 资金
朱海曼·欧泰比本人是个从科威特走私香烟的走私者，而他的追随者变卖了他们的农场、房产和土地，并用相关资金从也门走私武器进入沙特 。

### 武器
武器、防毒面具等物品被藏匿在棺材里偷运进禁寺。因为按照穆斯林的传统，在死者过世后，需要在清真寺里为其进行殡礼，之后进行土葬。出于对死者的尊重，亦不会对其进行检查。
或者贿赂守卫，以及借用当时对麦加禁寺进行扩建的时机用皮卡车将武器运送到麦加禁寺的地下。

## 围困事件

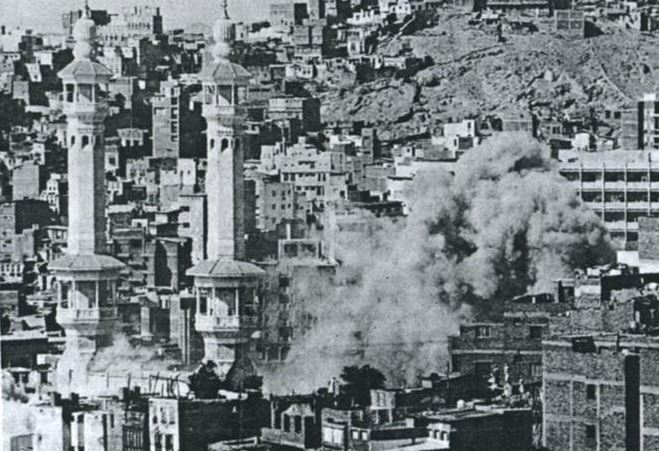
浓烟从麦加禁寺飘出，麦加，1979

1979年11月20日清晨5时，朱海曼·欧泰比和他的追随者在回历1400年的第一天冲入麦加禁寺内部发动本次事件。他们将清真寺的大门锁在一起，当时就杀死了两名值班的守卫，并将里面的朝圣者扣为人质。据称其追随者有四五百人之多，其中也包括部分妇女儿童。随后麦加禁寺的扩音器被控制，并宣称朱海曼·欧泰比的姐夫穆罕默德·阿卜杜拉·卡赫塔尼是马赫迪，号召大众效忠和追随他。随后武装分子占据麦加禁寺，并在建筑物上层构筑工事。并从建筑四周的宣礼塔尖，居高临下的射击前来救援的沙特军警。
当时本拉登集团正在翻修扩建麦加禁寺，赶在叛乱分子切断电话线之前一名公司雇员向外界报告了事件的发生。
同时，当时还是沙特王储的法赫德在突尼斯参加阿拉伯首脑会议。沙特国民警卫队的指挥官阿卜杜拉亲王也在国外对摩洛哥进行正式访问。因此，哈立德国王将此事交给当时的国防部长兼内政部长纳伊夫·本·阿卜杜勒阿齐兹亲王来处理。
事件发生不久后，沙特内政部大约100名安保人员试图重新夺回麦加禁寺，但伤亡严重。很快沙特阿拉伯陆军和沙特阿拉伯国民警卫队的部队也加入进来。
内政部长纳伊夫·本·阿卜杜勒阿齐兹王子事后总结说，他的安全部队无法与麦加禁寺的多个角落和缝隙中的反叛分子相提并论。因此，他呼吁巴基斯坦和法国的反恐精英和人质救援部队國家憲兵干預隊帮助结束危机。
到了晚上，整个麦加城都被疏散了。纳伊夫·本·阿卜杜勒阿齐兹命令沙特情报局负责人图尔基·本·费萨尔·沙特（Turki bin Faisal Al Saud）接管距离事件发生地几百米的指挥所。

### 宗教和道德的困境
此次叛乱和人质危机最大的困境来自于事件发生地麦加本身。根据布哈里和穆斯林圣训实录：
穆圣（求主赐福之）又说：“易卜拉欣先知使麦加成为禁地，而我使麦地那成为禁地，不得砍伐它的树木和草，也不能打猎。”
由此衍生的伊斯兰宗教法教禁止在大清真寺内发生任何暴力事件。
因此沙特政府第一要务是由沙特宗教学家阿卜杜阿齐兹·本·阿卜杜拉·巴兹领导的乌里玛出具宗教判例，使行动合法。阿卜杜阿齐兹·本·阿卜杜拉·巴兹发现自己也处于一种微妙的境地，朱海曼·欧泰比是他以前的学生。在艰难的决定后，宗教学家们还是出具允许致命的武力重新夺回麦加禁寺的判例。
经过宗教学者的批准后，沙特军队在三个主要大门上发动了正面攻击。再次被叛乱分子被击退，因为无法突破叛乱分子的防御。叛乱分子的狙击手继续狙击突击部队。叛乱分子从扩音器播出他们的要求，要求切断对美国的石油出口，并驱逐所有来自阿拉伯半岛的外国民用和军事专家。

## 事件中各方反应

### 沙特王室
沙特官方对危机的反应非常缓慢。王室重要成员哈立德·本·阿卜杜勒-阿齐兹·阿勒沙特国王因长期健康问题而不能理政，拥有实权的法赫德王储和国民警卫队指挥官阿卜杜拉王子当时在国外旅行。当时，人质劫持在沙特阿拉伯很少发生，官方也无相关对策和经验。在麦加这个神圣的宗教圣地发生的武力劫持事件更是前所未闻，制造了相当大的宗教法律和道德困境。

### 巴基斯坦
巴基斯坦政府派出特種部隊特别服務組（SSG）协助解决人质危机。

### 美国
美国在事件发生后不久注意到沙特政府切断了整个国家的对外通讯，仅有军队系统的卫星通讯在运行。美国无线电公司和国际电话和电报公司ITT公司的官员报告没有商业线路运行。但由于麦加宗教禁地的性质，也没有美联社的记者派驻，对事件无从掌握，显得非常被动。以至于，美国情报官员错误地认为是什叶派武装分子发动了此次事件，而后引发了美国驻外机构被袭击的事件。

### 法国
鉴于法国和沙特阿拉伯的情报关系，以及沙特政府认为美国陷入伊朗危机无暇它顾。沙特政府转而向法国求助。法国派遣特种部队GIGN部队的四名成员（一说是三名）很快秘密前往沙特阿拉伯，在全世界都感受到沙特王国失去对麦加禁寺的控制权之前设计了一个可行的反击计划（据说他们的行动过程的包括皈依伊斯兰教，以便法国人可以进入圣城麦加这个伊斯兰宗教禁地。）
GIGN的前负责人保罗·巴里尔所说，装备不良的沙特军队需要从远处扰乱叛乱分子，以避免再次发生血腥屠杀。法国特种部队决定使用导致呕吐和暂时失明的失能气体使武装分子丧失战斗能力，以便沙特安全部队和一支巴基斯坦突击队能够穿越大清真寺发动扫荡。

### 伊朗
伊朗伊斯兰革命领袖霍梅尼告诉广播听众，美国围攻了麦加禁寺。掀起了整个穆斯林世界 -从菲律宾，土耳其，孟加拉国，沙特阿拉伯东部，阿拉伯联合酋长国和巴基斯坦 的 广泛的反美示威活动。

### 本拉登家族
作为麦加禁寺扩建的承包商，本·拉登家族的企业本拉登集团当局分享了清真寺的所有设计图和布局，以帮助沙特特种部队的反击。

## 结果
沙特当局报告称，有117名武装分子在围困中而死亡，87人在战斗期间死亡，27人在医院死亡。 当局还指出，19名武装分子被判处死刑，后来被改判为终身监禁。 沙特安全部队造成127人死亡，451人受伤。

### 沙特处决叛乱者
1980年1月9日黎明时分，在包括麦加在内的八个沙特城市的公共广场上，63名麦加禁寺事件中被抓获的武装分子在国王的命令下被斩首。 其中，41人是沙特人，其余22人来自其他阿拉伯国家：10人来自埃及，6人来自北也门，3人来自科威特，1人来自伊拉克，1人来自苏丹，1人来自南也门。

### 美国驻外机构被袭击
1979年11月22日。报道称美国轰炸了穆斯林世界最神圣的地方之一----圣地麦加的一家清真寺。一群巴基斯坦的群情激愤的学生冲进美国使领馆，并放火焚烧美国大使馆，事件中造成两名美国人和两名巴基斯坦工作人员死亡。最终电台报道称该消息为假新闻：当时情况是两天前一个沙特阿拉伯人在麦加的大清真寺的癫痫病发作，成百上千的朝圣人被扣为人质。伊朗伊斯兰革命领袖阿亚图拉·霍梅尼称，美国是背后捣的鬼。
1979年12月2日。美国驻利比亚的黎波里大使馆被烧毁，此次的抗议根源在于他们认为以美国为首的国家占领了麦加的大清真寺。袭击发生后，美国所有的工作人员被撤出利比亚。直到2004年，美国一直在利比亚没有设立外交官。

## 影响
持续两周的事件让沙特王室意识到：它经常依赖的伊斯兰原教旨主义者对其王朝统治构成了威胁。于是，努力消除公众对事件的记忆，长期禁止公开讨论和研究此事。部长会议开始拨款数百万美元，升级麦加禁寺的安保设施。打击异议并推翻社会改革，放手瓦哈比神职人员对社会生活进行干预，以获得其支持同时政府限制沙特什叶派学者和朝圣者前往伊朗的什叶派学习中心，以免受到伊朗伊斯兰革命的影响。沙特王室面对不虔诚的指责，并受到波斯湾各地革命的什叶派的威胁，沙特王室决心通过向全世界出口其瓦哈比意识形态，成为伊斯兰思想的明确领导者。并将自己塑造成伊斯兰两圣地守护者，并在以捍卫纯正伊斯兰信仰的基础上宣称合法性。
奥萨马·本·拉登当时是22岁的年轻人，虽然没有参与此次事件，无疑也深受影响。在不到十五年后，形成了基地组织建立的灵感。

## 相关书籍
《The Siege of Mecca: The 1979 Uprising at Islam's Holiest Shrin》，Yaroslav Trofimov，ISBN-13: 978-0307277732， Tantor Media Inc (October 2, 2007)